# Мехсана – Бхатінда
Мехсана – Бхатінда – газопровід на північному заході Індії, який станом на початок 2020-х знаходився на етапі спорудження.
Станом на другу половину 2010-х у прибережному штаті Гуджарат діяли два термінали для імпорту ЗПГ в Дахеджі і Хазірі та мали гарні шанси на реалізацію проекти терміналів у Мундрі (став до ладу в 2020-му) та Джафрабаді (будівництво відстало від графіку через завдані циклоном збитки). Все це створювало передумови для спорудження системи транспортування ресурсу блакитного палива до віддалених від узбережжя північно-західних штатів. Такий проект отримав назву Мехсана – Бхатінда.
Вихідним пунктом системи стала розташована на півночі Гуджарату Мехсана, сполучена з прибережними районами трубопроводом Бхедбут – Ананд – Мехсана. Першою ланкою системи є ділянка Мехсана – Паланпур, будівництво якої почалось ще у другій половині 2000-х. Вона повністю знаходиться в межах Гуджарату, має довжину 75 км та діаметр 750 мм.
Активні роботи над основною частиною системи між Паланпур та Бхатінда почались у другій половині 2010-х, при цьому першою у 2018-му стала до ладу ділянка Паланпур – Палі. Остання має довжину 159 км та забезпечує сполучення із газопроводом Бармер – Палі, який подає продукцію газових родовищ Раджастхану. Завершення всієї основної ділянки очікували в 2020-му, а потім у 2021-му роках, проте поступ робіт затримався, зокрема, через епідемію COVID-19. У підсумку введення газопроводу припало на травень 2022-го.
Загальна довжина траси трубопроводу між Паланпур та Бхатінда становить 838 км, при цьому 48 км припадає на Гуджарат, 677 км на Раджастхан, 65 км на Хар’яну та 48 км на Пенджаб. Діаметр основної ділянки становить 750 мм.
По трасі системи споживачами можуть бути численні підприємства, зокрема керамічної, скляної та металообробної промисловості, а також заплановані до створення розподільчі системи міст. Поблизу Бхатінда працює великий нафтопереробний завод із власною ТЕЦ (втім, можливо відзначити, що у тому ж 2022-му сюди проклали перемичку від заводу азотних добрив у Бхатінда, який живиться від системи Дадрі  – Нангал). Також існують плани прокладання перемички до нафтопереробного заводу у Паніпаті, який вже отримує природний газ по трубопроводу Дадрі – Паніпат.
Планується, що в майбутньому трасу можуть продовжити ще на 447 км до Срінагару у штаті Джамму та Кашмір (діаметр цього трубопроводу, як очікується, становитиме 600 мм або 700 мм). Також проект передбачає створення бічних відгалужень (з діаметрами 600 мм, 450 мм, 300 мм та 200 мм), разом з якими довжина системи Мехсана – Батінда – Срінагар може перевищити 2 тисячі кілометрів.
Проект реалізує компанія GSPL India Gasnet Limited (GIGL), створена Gujarat State Petronet Limited (GSPL), Indian Oil Corporation Limited (IOCL), Bharat Petroleum Corporation Limited (BPCL) та Hindustan Petroleum Corporation Limited (HPCL).